# Veelstengelige waterbies
Veelstengelige waterbies (Eleocharis multicaulis) is een overblijvende plant die behoort tot de cypergrassenfamilie (Cyperaceae).

## Determinatie
Veelstengelige waterbies vormt pollen en wordt 15–50 cm hoog en heeft ronde, tot 1 mm dikke, rechtopstaande tot liggend-opstijgende stengels met bruine scheden. De bovenste schede heeft een vliezige rand en is schuin afgesneden. De onderste bladeren zijn langwerpig met een stompe top en de stengelbladeren zijn smaller met een meer spitse top. De onderkant van de bladeren is behaard met rechte haren.
De veelstengelige waterbies bloeit van mei tot augustus in aren. De eivormige, 5–14 mm lange en 5 mm brede aartjes bestaan uit twintig tot dertig bloempjes. Het vrouwelijke bloempje heeft drie stempels. De kafjes zijn roodbruin, waarvan het onderste, onvruchtbare kafje de spil van de aar omvat.
De vrucht is een driekantig, 1,5–2,0 cm lang nootje.

## Ecologie

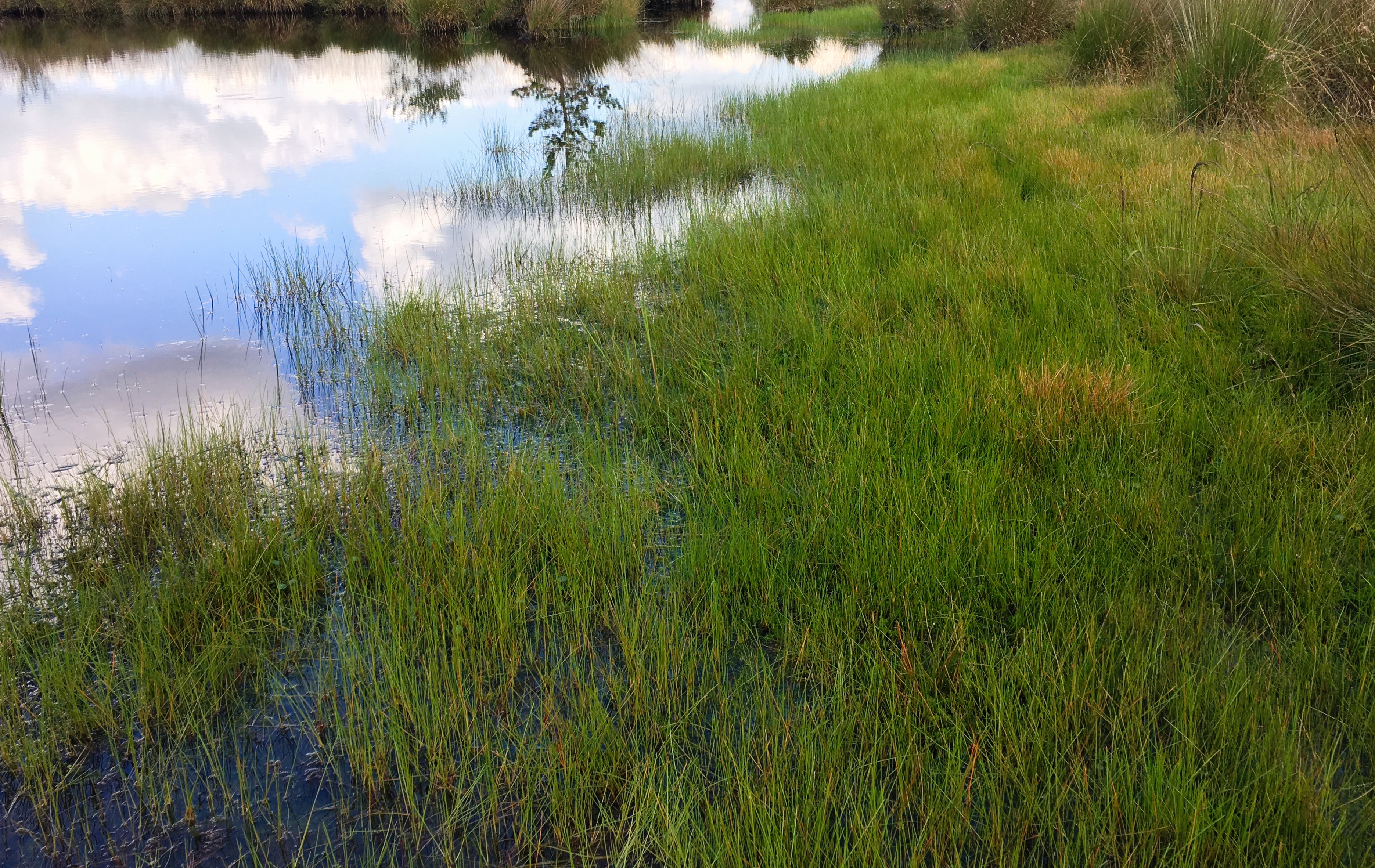
Een verzurend ven waarin veelstengelige waterbies dominant is geworden.

De plant komt voor op in de zomer droogvallende plaatsen in heidegebieden en kalkarme duinen bij en in vennen.

## Verspreiding
De plant komt van nature voor in West-Europa, Noord-Afrika en de Azoren.

## Namen in andere talen
- Duits: Vielstängelige Sumpfbinse
- Engels: Many-stalked Spike-rush
- Frans: Scirpe à nombreuses tiges